# Los Lagos megye
Los Lagos (spanyol nevének jelentése: a tavak) egy megye Argentína nyugati részén, Neuquén tartományban. Székhelye Villa La Angostura.

## Földrajz
A megye Chilével is határos, területe az Andok hegységhez tartozik. A megye területén emelkedik a Cerro Bayo nevű hegy, a hódeszkások kedvelt helyszíne. Szintén itt található a Nahuel Huapí-tó és a Traful-tó, előbbiben „él” a legendás szörny, a Nahuelito.

## Népesség
A megye népessége a közelmúltban a következőképpen változott:
| Év   | Lakosság |
| ---- | -------- |
| 2001 | 7790     |
| 2010 | 11 998   |